# 丹林镇
丹林乡，是中华人民共和国四川省泸州市江阳区下辖的一个乡镇级行政单位。

## 行政区划
丹林乡下辖以下地区：
丹林社区、长冲村、梁寺村、坝头村、文坝村、罗嘴村、丹林村、松溪村、石岗村、蝉联村和黑坪村。